# Ronnie Van Zant
Ronald Wayne "Ronnie" Van Zant (15 de janeiro de 1948 – 20 de outubro de  1977) foi um vocalista, compositor e membro fundador da banda de southern rock Lynyrd Skynyrd.

## Biografia

### Juventude
Nascido e criado em Jacksonville na Flórida, Ronnie Van Zant aspirava ser muitas coisas antes de descobrir seu amor pela música. Ronnie pensava em se tornar um boxeador (Muhammad Ali era um dos seus ídolos) e a ideia de tornar-se um piloto da Nascar também passara-lhe pela cabeça. Porém, depois de ver os Rolling Stones ele teve a certeza de qual seria sua futura profissão.

### Lynyrd Skynyrd
Van Zant formou o Lynyrd Skynyrd no verão de 1964 com amigos e colegas de escola: Allen Collins (guitarra), Gary Rossington (guitarra), Larry Junstrom (baixo), e Bob Burns (baterista). O nome Lynyrd Skynyrd foi inspirado em um professor que eles tinham na escola: Leonard Skinner, que não gostava de estudantes com cabelos longos. 
O reconhecimento nacional da banda se deu em 1973 com o lançamento do álbum (Pronounced 'Lĕh-'nérd 'Skin-'nérd) com algumas das músicas favoritas dos fãs como: "I Ain't The One", "Tuesday's Gone", "Gimme Three Steps", "Simple Man" e "Freebird".  A música que se tornou mais conhecida da banda foi "Sweet Home Alabama" do álbum Second Helping.

### Vida Pessoal
Van Zant se casou duas vezes. Seu primeiro casamento se deu com Nadine Inscoe. Desse casamento nasceu sua primeira filha Tammy Van Zant. Se casou pela segunda vez com Judy e teve sua segunda filha: Melody Van Zant. Van Zant era conhecido por ser supersticioso; ele odiava cobras e detestava voar. 

### Morte
No dia 20 de outubro de 1977 o avião Convair 240 que transportava toda a banda de Greenville, South Carolina para Baton Rouge, Louisiana caiu em Gillsburg, Mississippi. Nesse acidente morreram Van Zant, os membros da banda Steve Gaines e Cassie Gaines, um produtor assistente da banda, o piloto e o co-piloto. O restante da banda sobreviveu, mas foram seriamente feridos. 
Ronnie sempre disse às pessoas mais próximas que ele não viveria até seus 30 anos e que gostaria de morrer com suas botas. De fato, ele morreu 3 meses antes de seu trigésimo aniversário, e com suas botas favoritas. 
O irmão mais novo de Ronnie, Johnny Van Zant, se tornou o novo vocalista da banda quando ela se reuniu novamente em 1987.